# Politique étrangère du Ghana
Le Ghana est membre de l'Organisation des Nations unies, de l'Organisation mondiale du commerce, du Mouvement des non-alignés, de l'Organisation de l'unité africaine et de la Communauté économique des États de l'Afrique de l'Ouest.
Le Ghana prit part activement à des opérations de maintien de la paix sous l'égide de l'ONU au Liban, en Afghanistan, au Rwanda, dans les Balkans, en plus d'une initiative lancée avec ses partenaires de la CEDEAO pour parvenir à un cessez-le-fez au Liberia. Le Ghana entretient des relations pacifiques avec tous les autres États et ne prend part à aucun conflit.
Le Ghana est accusé de produire illégalement du cannabis écoulé sur le marché international des stupéfiant et de servir de plaque tournante vers l'Asie du Sud-Est pour le marché de l'héroïne, et vers l'Europe et les États-Unis pour le marché de la cocaïne en provenance d'Amérique du Sud.